# کاروانسرای قاجاری
کاروانسرای قاجاری مربوط به دوره قاجار است و در ری، خیابان حضرتی، بر شمالی کوچه پاچنار واقع شده و این اثر در تاریخ ۱۴ مرداد ۱۳۸۲ با شمارهٔ ثبت ۹۴۹۳ به‌عنوان یکی از آثار ملی ایران به ثبت رسیده است.